# (163249) 2002 GT
(163249) 2002 GT est un astéroïde Apollon d'une magnitude absolue de 18,71. C'est un astéroïde potentiellement dangereux car son orbite croise celle de la Terre[style à revoir]. 

## Description
En 2011, la NASA envisageait d'envoyer le véhicule spatial Deep Impact vers l'astéroïde dans le but d'effectuer un survol en 2020. Il n'était cependant pas certain que Deep Impact transportait suffisamment de carburant pour cette opération.  
Le 24 novembre 2011 et le 4 octobre 2012, les propulseurs de la sonde spatiale ont été brièvement déclenchés pour deux manœuvres de correction de trajectoire qui dirigeaient Deep Impact pour une rencontre avec 2002 GT en 2020, à une distance de moins de 400 km. En juin 2013, l'astéroïde a été observé au radar par l'Observatoire Arecibo
Cependant, le 8 août 2013, la NASA a perdu la communication avec le vaisseau spatial et le 20 septembre 2013, la NASA a abandonné toute nouvelle tentative pour contacter l'engin.  Selon A'Hearn, la raison la plus probable d'un dysfonctionnement logiciel était un problème de type "bug de l'an 2000" (au 11 août 2013 0:38:49, il s'était écoulé 2 32 décisecondes depuis le 1er janvier 2000). 

## Voir également